# Santa Paula (Califórnia)
Santa Paula é uma cidade localizada no estado norte-americano da Califórnia, no condado de Ventura. Foi incorporada em 22 de abril de 1902.

## Geografia
De acordo com o United States Census Bureau, a cidade tem uma área de 12,2 km², onde 11,9 km² estão cobertos por terra e 0,3 km² por água.

### Localidades na vizinhança
O diagrama seguinte representa as localidades num raio de 24 km ao redor de Santa Paula.

## Demografia
Segundo o censo nacional de 2010, a sua população é de 29 321 habitantes e sua densidade populacional é de 2 466,43 hab/km². Possui 8 749 residências, que resulta em uma densidade de 735,95 residências/km².